# Großsteingrab Molzen
Das Großsteingrab Molzen war eine megalithische Grabanlage der jungsteinzeitlichen Trichterbecherkultur bei Molzen, einem Ortsteil von Uelzen im Landkreis Uelzen (Niedersachsen). Es wurde im 19. Jahrhundert zerstört. Das Grab wurde in den 1840er Jahren durch Georg Otto Carl von Estorff dokumentiert; es trägt die Sprockhoff-Nr. 773.

## Lage
Das Grab befand sich nordöstlich von Molzen, an der Ostseite des Weges nach Jastorf auf dem sogenannten Totenkamp. Direkt nordwestlich schlossen sich die ebenfalls im 19. Jahrhundert zerstörten Großsteingräber bei Heitbrack an.
In der näheren Umgebung gab es ursprünglich mehrere weitere Großsteingräber: 1,8 km südöstlich lagen die Großsteingräber bei Masendorf und 2,4 km nordnordöstlich die Großsteingräber bei Jastorf.

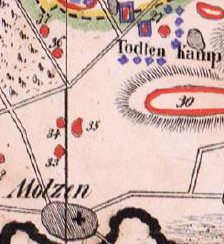
Lage des Grabes nach von Estorff (Nr. 27)
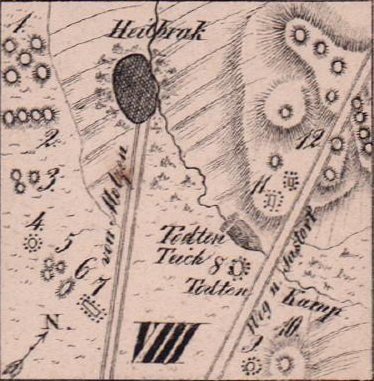
Detailplan des Totenkamps nach von Estorff, das Grab befindet sich ganz unten (Nr. 9)

## Beschreibung
Die Anlage besaß eine nordost-südwestlich orientierte Grabkammer. Nur das südwestliche Ende war bei von Estorffs Aufnahme noch erhalten. Es waren noch jeweils drei Wandsteine an den Langseiten, der südwestliche Abschlussstein und zwei Decksteine vorhanden, außerdem weiter nordöstlich einige Steine mit unklarer Funktion, vielleicht weitere Wandsteine, Bruchstücke oder Lesesteine. Von den beiden Decksteinen lag der südwestliche nur noch halb auf den Wandsteinen auf, der zweite war vollständig ins Innere der Kammer gestürzt. An der nordwestlichen Langseite befindet sich zwischen zwei Wandsteinen einen auffällige Lücke; ob es sich hierbei um den ursprünglichen Zugang gehandelt hat oder ob die Wandsteine verschoben waren, lässt sich nicht mehr bestimmen. Der genaue Grabtyp ist somit unklar. Aufgrund der Größe der Kammer muss es sich allerdings um einen Großdolmen oder ein Ganggrab gehandelt haben.